# Parastasia melanocephaloides
Parastasia melanocephaloides är en skalbaggsart som beskrevs av Ohaus 1900. Parastasia melanocephaloides ingår i släktet Parastasia och familjen Rutelidae. Inga underarter finns listade i Catalogue of Life.